# Escarolat (indumentària)

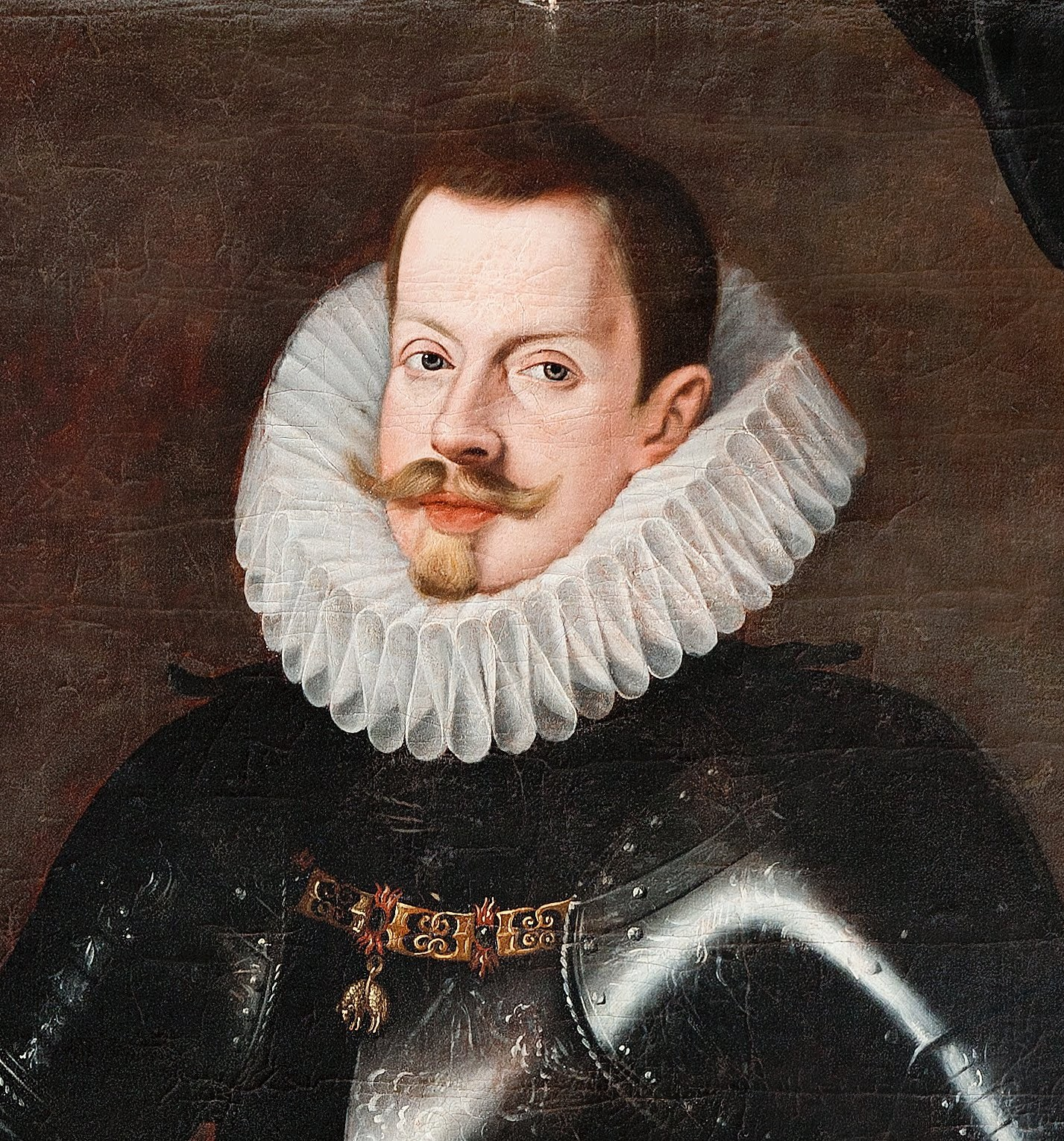
Felip III d'Espanya lluint un gran escarolat. Pintura atribuïda a Andres López Polanco

Un Escarolat és un coll o gorgera, independent del vestit, d'unes característiques especials. Es va usar a Espanya al segle xvi i va arribar la seva moda fins al regnat de Felip IV -segle XVII-. És de grans proporcions i oculta tot el coll de la persona, deixant treure el cap per sobre. Es confeccionava amb teixit de lli molt fi o punta de coixí prisat en ones i emmidonat, sempre de color blanc encara que hi va haver una època en què es va posar de moda donar-li un lleu tint d'anyil. Se subjectava amb unes barilles de metall de manera que per darrere quedés aixecat. Aquesta peça de roba era comuna a homes i dones. Els grans mestres de la pintura com l'espanyol Juan Pantoja de la Cruz van deixar en els seus retrats de personatges un bon testimoni de l'existència d'aquests colls.

## Història
Al segle xv va aparèixer el terme «gorgera» que era un coll que cobria l'escot i de vegades també el coll usat especialment per les dones. A mitjan segle xvi va aparèixer el coll nomenat «gorgera d'escarolat» o simplement escarolat pels seus frunzits i rínxols semblants a un tipus d'enciam . Primer van ser colls més o menys discrets que s'unien a les gorgeres femenines però a partir del primer terç d'aquest mateix segle els escarolats es van anar engrandint moltíssim i a més a més van ser utilitzades també pels homes. Es van convertir en colls desmesurats fets amb teixit de lli fi o amb encaixos cars, el que donava al propietari un aspecte de personatge important i de gran poder adquisitiu; estant tan gran i tan rígid el coll proporcionava aire de presència i arrogància. En general aquests colls formaven conjunt amb els punys.
Aviat es va estendre la moda de la gorgera d'escarolat per tot Europa: Itàlia sota la influència de la família Medicis i les seves aliances amb la cort francesa; França amb l'exemple del seu rei Enric III; Anglaterra amb la seva reina Elisabet I i tots els seus seguidors; els Països Baixos estant els Àustria el seu promotors; a Espanya, al principi va ser una moda incipient que va portar el seguici de Carles I i més tard va ser un veritable èxit entre la gent principal i menys principal durant el regnat de Felip II, i Felip III sobretot amb  Felip IV la mida d'aquesta peça de roba va començar a disminuir fins a arribar a la seva desaparició. Felip IV ho va suprimir per la pragmàtica de gener de 1623.

Gorguera
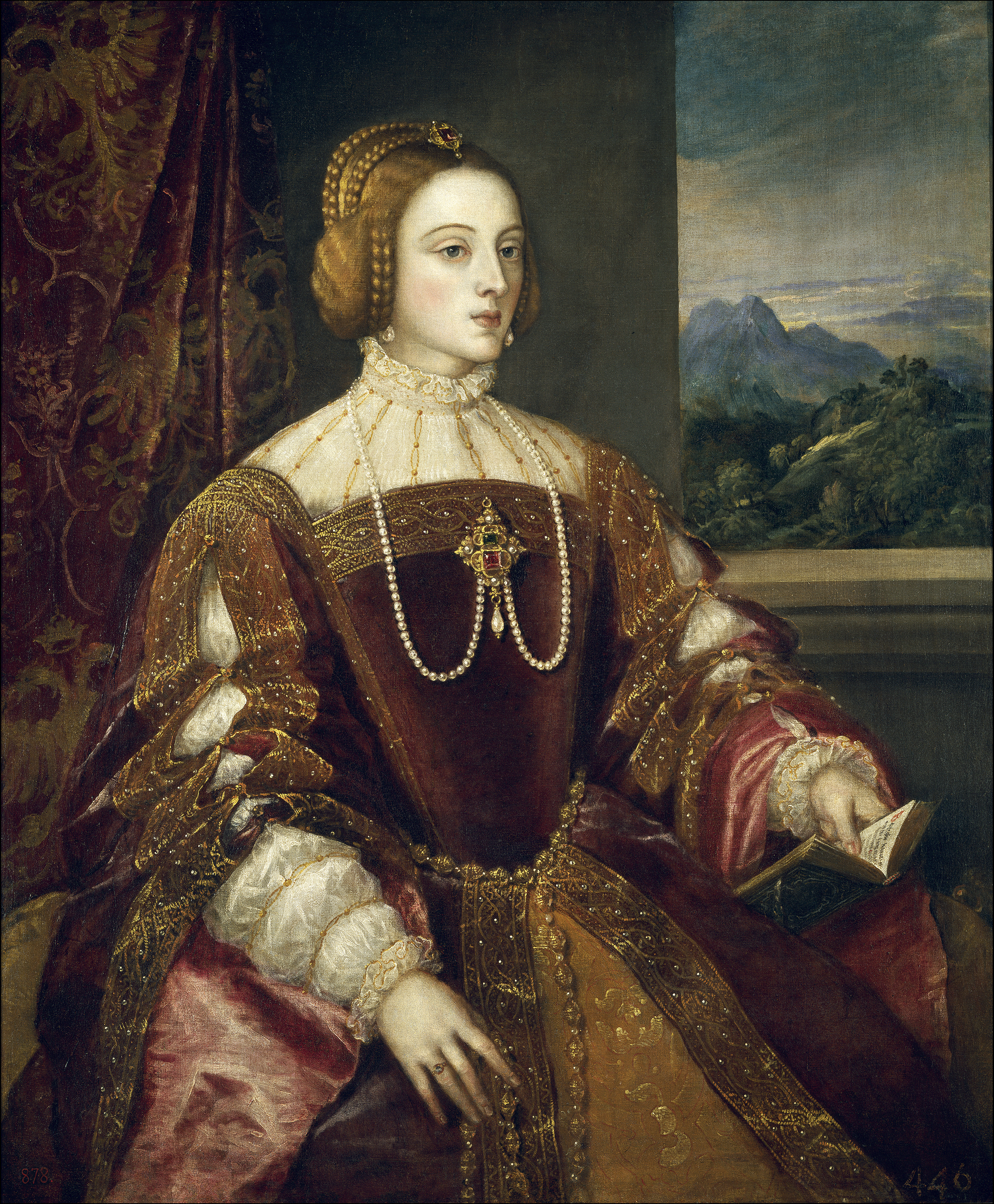
Isabel de Portugal i d'Aragó lluent un petit escarolat
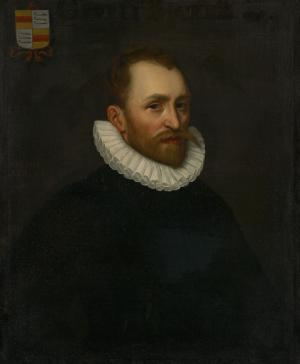
Països Baixos.
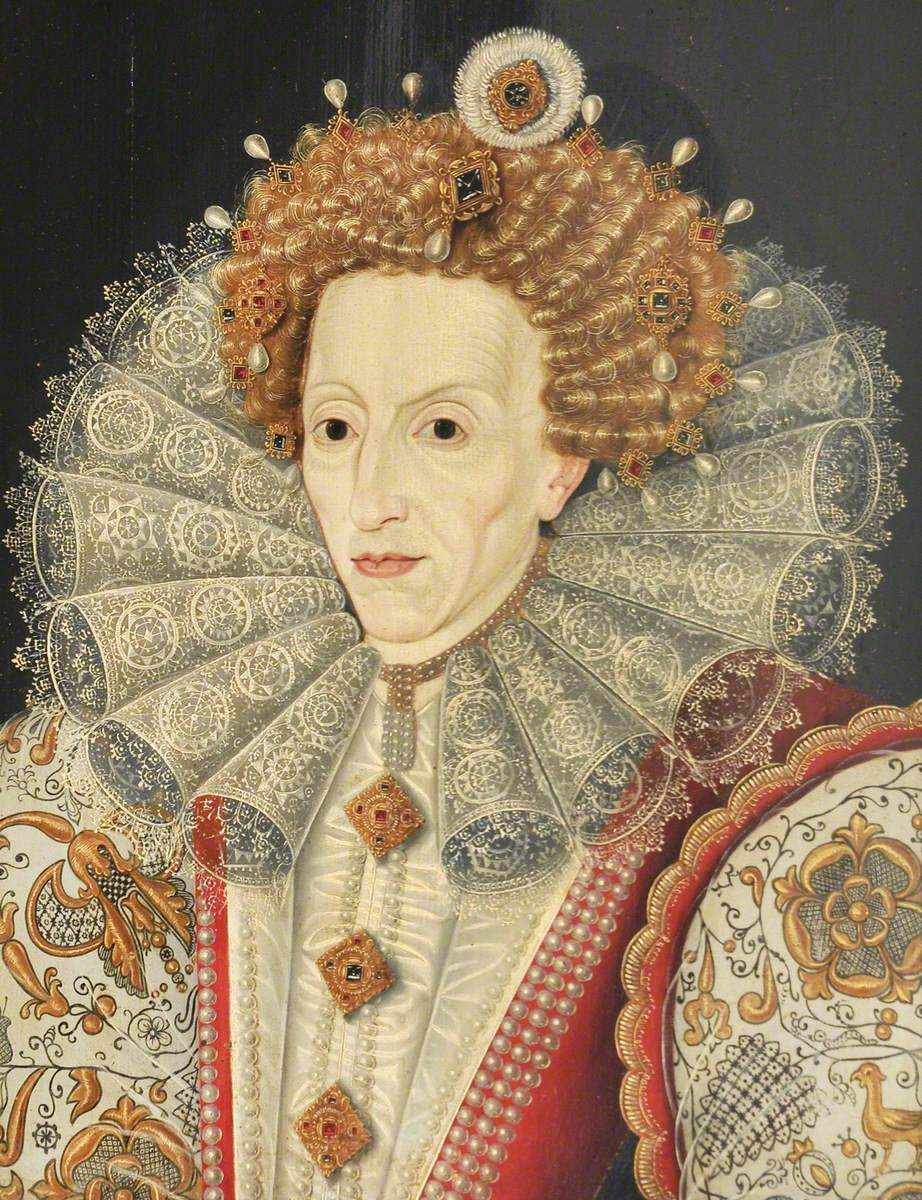
Isabel I d'Anglaterra. Darrer quart del segle XVI
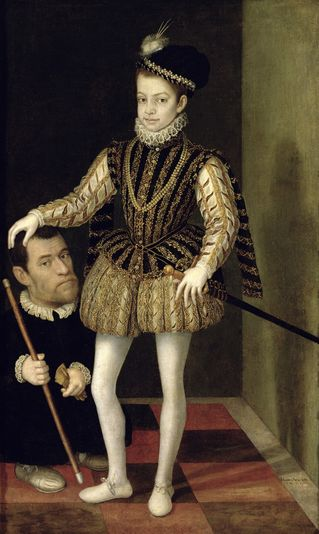
Carles Emmanuel de Saboia y el seu nan portant uns escarolats

## Confecció de la peça de roba i utilització
El coll nomenat escarolat estava confeccionat en teixit de lli fi o en puntes al coixí. La forma arrissada s'aconseguia amb unes tenalles especials que acanalaven la peça de roba i cada ondulació rebia el nom de «abanino». La fermesa s'aconseguia amb el midó i la subjecció amb ajut d'agulles. Calia conèixer bé l'ofici i comptar amb els instruments necessaris per fer aquests colls. El professional era conegut com a obridor de colls i estava subjecte a unes lleis molt estrictes.
Quan l'escarolat tenia molts plecs prenien el nom de «coll escarolat». Aquest coll s'emmidonava i planxava a les cases sense l'ajut dels complicats obridors. En ser una feina casolana resultava més barata i podien accedir a ells els cavallers més pobres. Miguel de Cervantes posa en boca d'un personatge el següent: «Per què els seus colls, per la major part, han de ser sempre rissats, i no oberts amb motlle?».

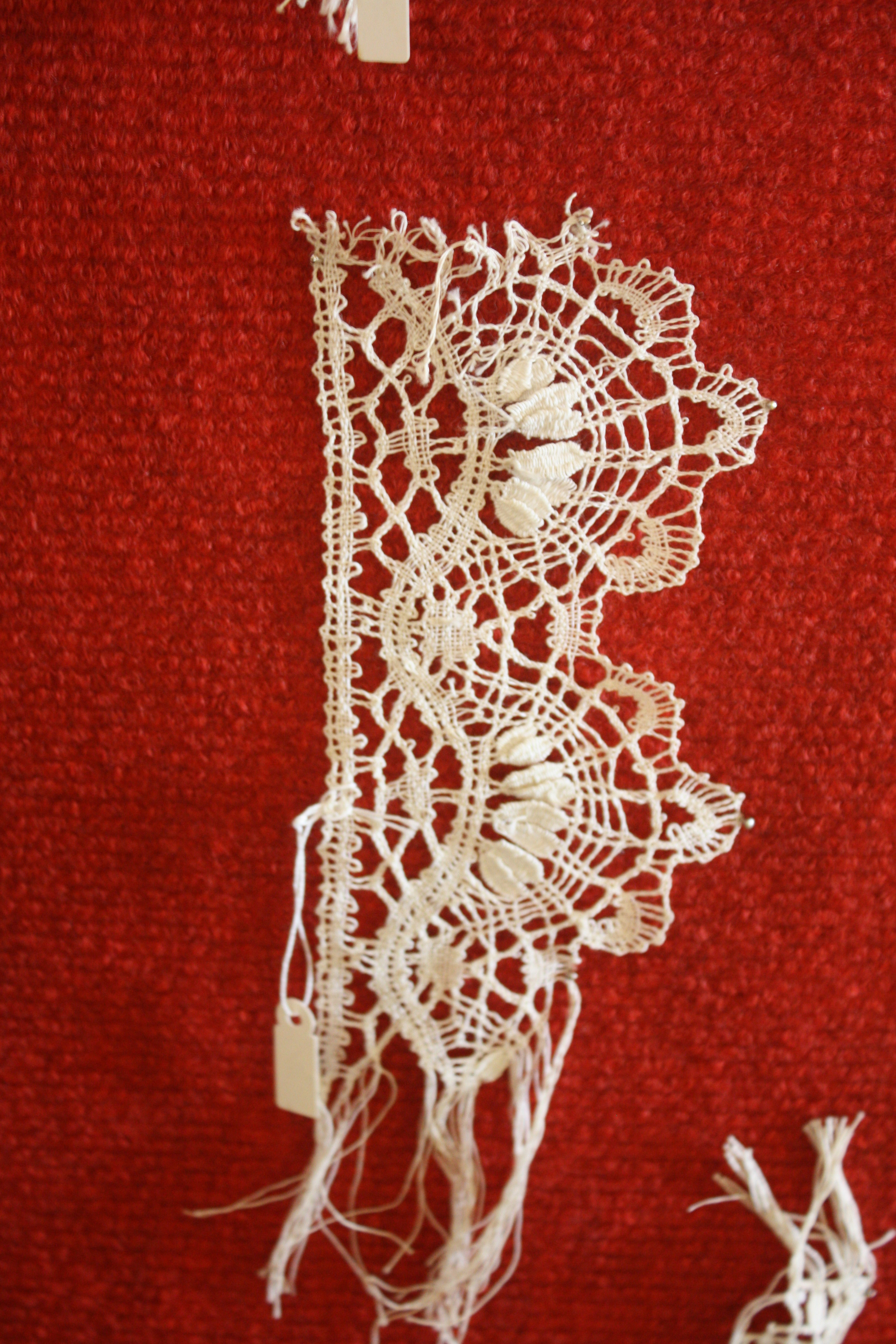
Punta al coixí amb un disseny característic similar als colls de l'Edat Moderna.

En temps de Felip II ja es van començar a adornar abundantment amb vainilles -una espècie de desfilats-, puntes, i desfilats, fils i sedes de diferents colors. A les Corts de 1586 a Madrid es van dipositar les normes que Felip II va sancionar després:
| «                                                                         | Cas de que algun hagi de portar colls mana que sigui de l'amplada de «dozavo», i l'escarolat de fins vuit amplades, i no més, sense cap gènere de ferro, guarnició, midó, pólvores ni un altre, ni amb més que una tela, ni obert amb motlle ni un altre instrument. | » |
| — Felipe II en Madrid, 1586 Nueva recopilación, lib. VII, tít. 12, ley 4ª | |   |

 Aquestes normes es van complir escassament i el rei Felip II va repetir el mandat a la pragmàtica de 1593 que tampoc va tenir gaire repercussió.
Els escarolats van arribar a ésser enormes, fins al punt que es va arribar a dir d'ells que els caps dels seus portadors semblaven el «cap de Sant Joan Baptista sobre la safata». A l'última dècada del segle xvi, a més a més d'augmentar el seu radi, va arribar a sobrepassar per darrere el cap. Aleshores van començar els adorns de penjolls que podien ser perles o pedreria.

Grans
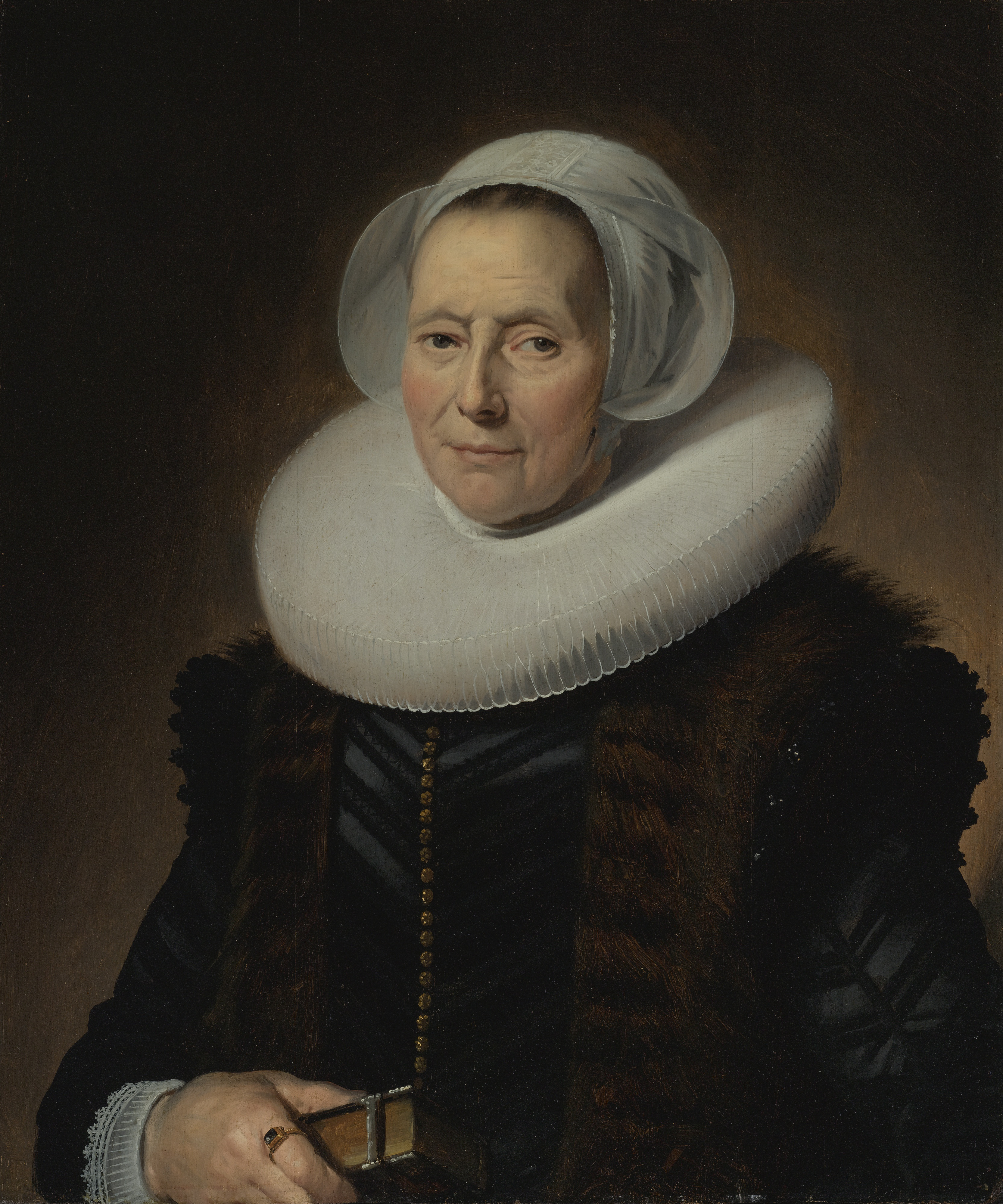
Dama holandesa.
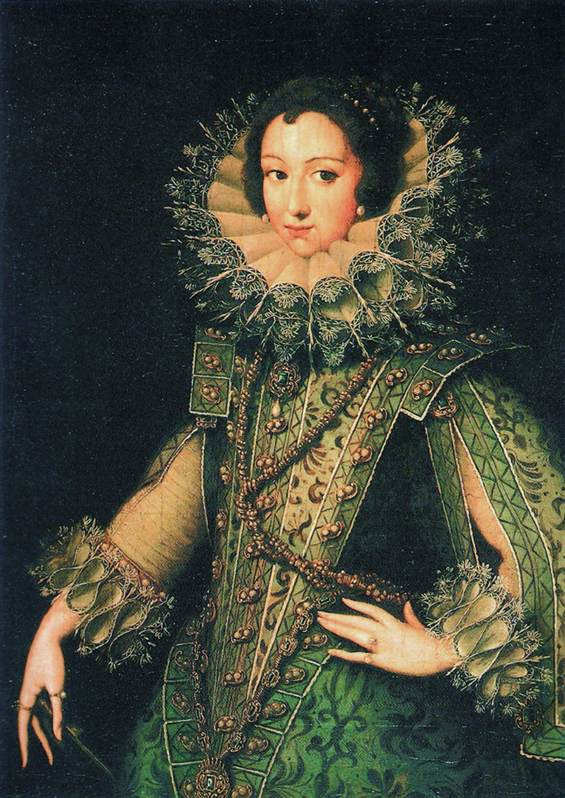
Retrat d'una dama c.1610.
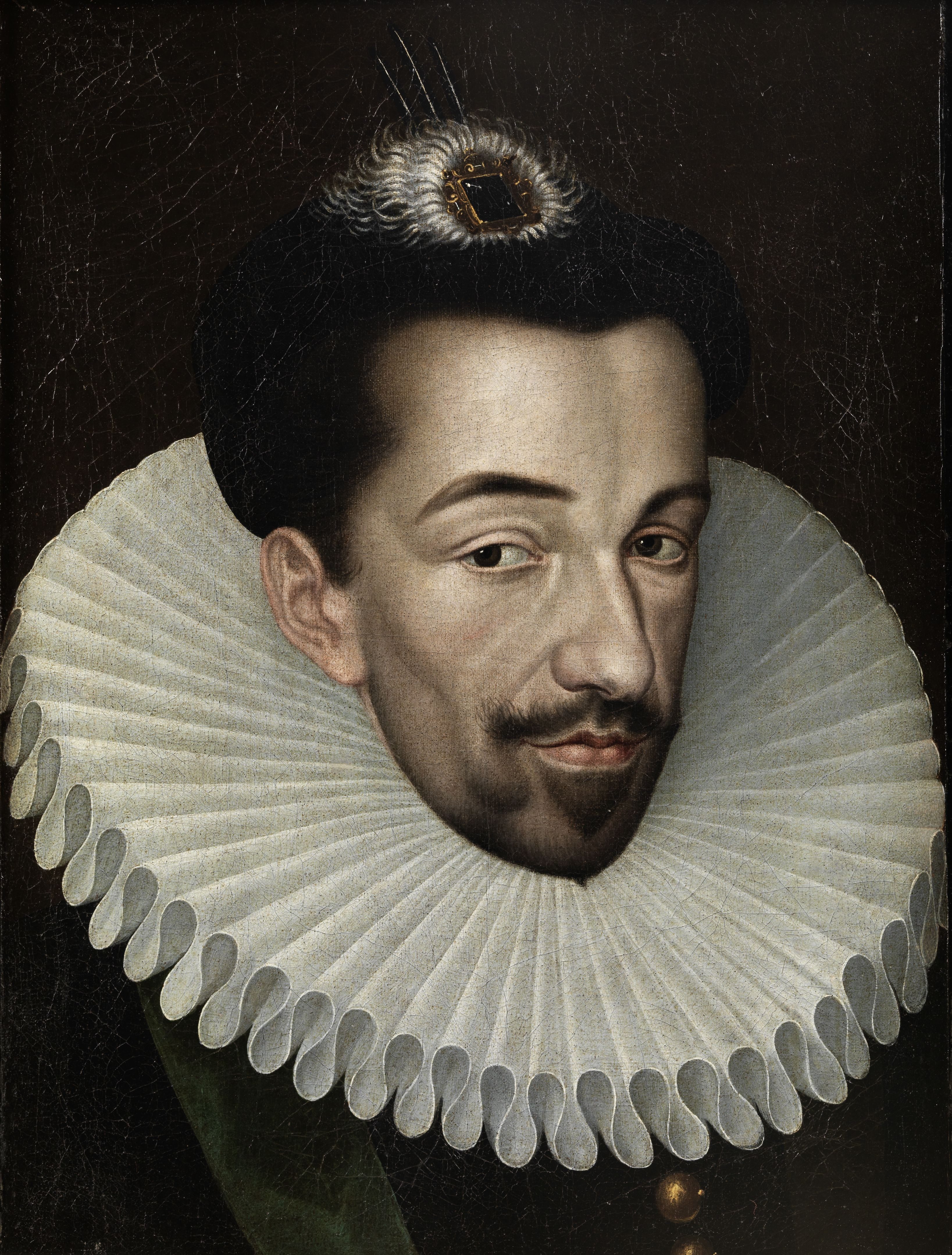
Enric III de França.
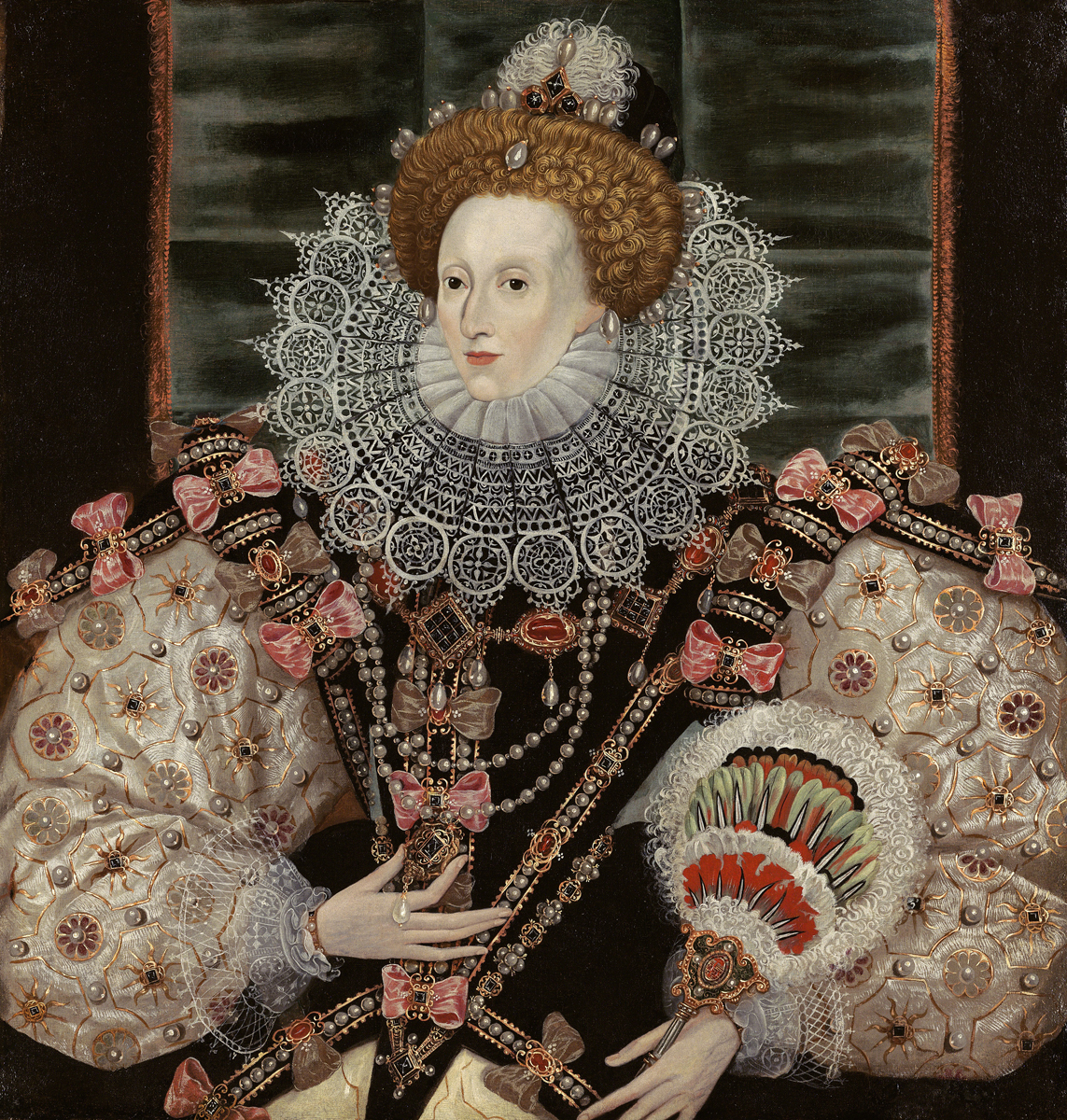
Elisabet I d'Anglaterra. Punys fent joc amb l'escarolat.

El seu ús es va estendre ràpidament i no només a l'ambient cortesà sinó entre la gent del poble que les portava sense adorns. La gent que es deia important adornava els escarolats amb randes -nom que es donava les puntes de coixí-.

### Crítiques i normes
Els intents en el regnat de Felip II van ser inútils. Passats els anys la moda dels grans colls va aixecar crítiques i grans antipaties per onsevulga encara que a la majoria dels casos aquestes mateixes persones utilitzaven aquesta pràctica. Se sentien i es llegien sàtires de forma especial dels homes de lletres com Francisco de Quevedo, Juan Ruiz de Alarcón o Antonio Hurtado de Mendoza. Aquest últim va aprofitar el vers per burlar-se també del tint blavós que es donava a alguns escarolats. Ruiz d'Alarcón a la seva obra La verdad sospechosa es burla també de la moda d'aquests colls descomunals. Quevedo i el propi Cervantes ridiculitzen així mateix els colls d'escarolat. Cervantes no va arribar a conèixer la seva desaparició en temps de Felip IV.

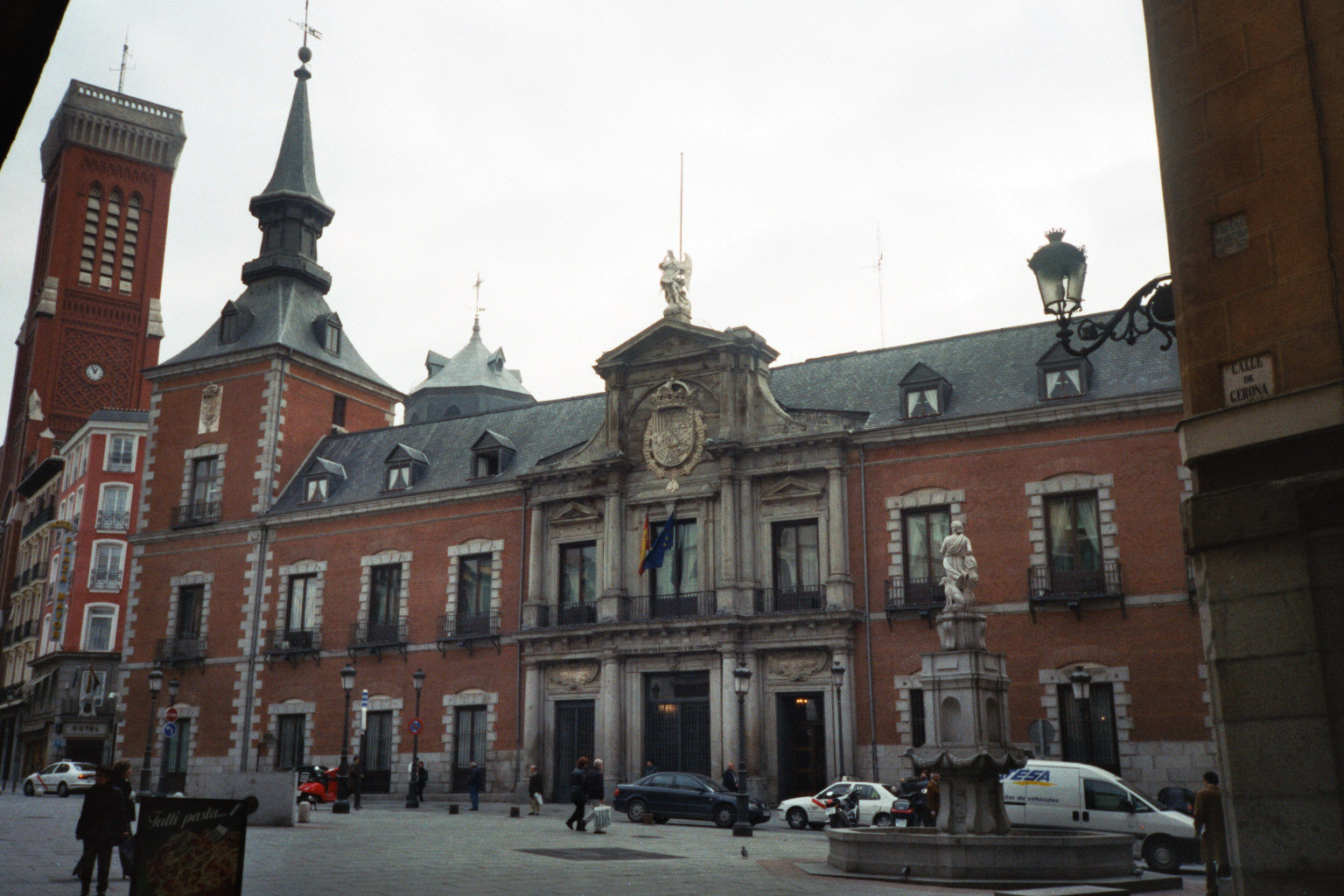
Sala d'Alcaldes de la Casa i Cort, Madrid (avui Ministeri d'Afers Exteriors d'Espanya).

Els veritablement preocupats per aquesta moda van ser les autoritats públiques que van demostrar ser els seus més furibunds enemics, llançant bàndols i mandats dirigits en la seva majoria i especialment als artesans fabricadors dels esscarolats, establint el que devien o no havien de cobrar pel treball, també pel seu manteniment i rentatge. Als pocs dies de traslladar Felip III la cort a Valladolid els Alcaldes de Casa i Cort de La seva Majestat van tenir l'amabilitat de llançar un bàndol:
| «                            | […] que totes les persones que obren colls a aquesta Cort no puguin cobrar ni cobrin per cada coll que els donessin brut perquè ho rentin i emmidonin […] no poden cobrar més de deu morabatins... | » |
| — Alcaldes de la Casa i Cort | |   |

Els alcaldes disposaven també sobre si el treball d'obrir colls podia realitzar-lo o no una dona soltera, i els el prohibien als marits, és a dir era un treball per a dones casades. Aquestes ordenances van ser causa de diverses denúncies i múltiples litigis. Les autoritats havien aconseguit en el seu moment un gran triomf en aconseguir la prohibició de l'anyil per donar aquest toc blavós tan criticat, així doncs, animats per aquest fet el Consell Real es va dedicar a la campanya de desterrar per sempre els escarolats a Espanya. A la mort del rei Felip III els ministres del nou monarca Felip IV es van apressar a presentar una consulta que seria l'antecedent de la Pragmàtica del 10 de febrer de 1623. El document tractava sobre les vestidures en ús i especialment sobre els colls nomenats escarolats que havien anat creixent exageradament. Ho van aconseguir i el 1630 ja havien passat de moda.